# 유니참
유니참 주식회사(일본어: ユニ・チャーム株式会社)는 일본 굴지의 위생용품 기업이다.

## 개요
유아용품과 성인용품을 주로 생산하여 일본 시장에 큰 비중을 압도적으로 차지하는 것과 동시에 아시아 국가의 자회사를 통해 국제 시장에 진출하였다. 2006년 7월 에프시세이도 (시세이도의 자회사)의 생리용품 사업을 매수하였다. 시세이도와 다른 분야에 긴밀한 제휴를 했다.
다카하라 케이치로 회장이 설립한 본 회사가, 1974년(쇼와 49년)에 회사명으로 변경된 '유니참(Unicharm)'의 어원은, 'Universal(유니버설)' 및 'United(유나이티드)'와 'Charm(매력)'의 두 가지 의미를 함축한 것이다.

## 대한민국
대한민국에선, 일본 유니참 본사가 2006년 2월 1일에 LG유니참이라는 합작 기업으로 설립하여, 제조 및 생산 거점은 LG유니참 구미공장에서 담당하고, 판매는 모기업인 LG생활건강에서 마케팅을 전담하고 있다.
이는, LG유니참이 위생 용품 시장의 후발 주자로서 단기간 급부상한 건, LG생활건강이 그동안 대형마트 등에서 쌓아온 탄탄한 마케팅 노하우와 일본 유니참의 독보적인 제품 경쟁력이 만나 독특한 시너지 효과를 거두어, 그 동안 위생용품 시장에서 독식한 유한킴벌리의 아성에 도전장을 던지면서, 시장 점유율 1~2위로 탈환하는 기염을 토한 셈이다.
위생용품 선두 업체인 유한킴벌리와 치열한 공방전을 벌이고 있으므로, 2020년 6월 29일에 소비자 중심 경영(CCM 인증 마크)을 선포한 바 있다.

## 연혁

### 일본 법인
- 1961년 다이세이화공 주식회사 설립.
- 1963년 생리대 생산 시작.
- 1974년 유니참 주식회사로 사명 변경.
- 1981년 아기 기저귀 '무니' 출시.
- 1982년 입체패턴 생리대 '쏘피' 출시.
- 1983년 유아용 기저귀 '마미포코' 출시.
- 1987년 성인용 기저귀 '라이프리' 출시.
- 1991년 어린이 안심 팬티 '오야스미망' 출시.
- 1992년 입히는 팬티형 아기 기저귀 '무니망' 출시.

## 제품
- 마미포코 (유아용 기저귀)
- 쏘피 시리즈 (여성용 생리대)
- 라이프리 (성인용 기저귀)
- 시루코트 (화장솜)

## 소스
1. ↑  “資生堂、ユニ・チャーム提携の舞台裏”. 2006년 6월 14일에 원본 문서에서 보존된 문서. 2011년 12월 19일에 확인함.
2. ↑  ユニ・チャーム、資生堂グループから生理用品事業を取得 [깨진 링크(과거 내용 찾기)]